# La Garde-Adhémar
La Garde-Adhémar település Franciaországban, Drôme megyében. Lakosainak száma 1147 fő (2022. január 1.). La Garde-Adhémar Les Granges-Gontardes, Saint-Paul-Trois-Châteaux, Clansayes, Donzère, Pierrelatte és Valaurie községekkel határos.

## Népesség
A település népességének változása:
| Lakosok száma | 550  | 1077 | 1108 | 1128 | 1100 | 1065 | 1107 | 1115 | 1126 | 1147 |
|               | 1968 | 1982 | 1990 | 2006 | 2013 | 2015 | 2017 | 2019 | 2020 | 2022 |